# Gasveer

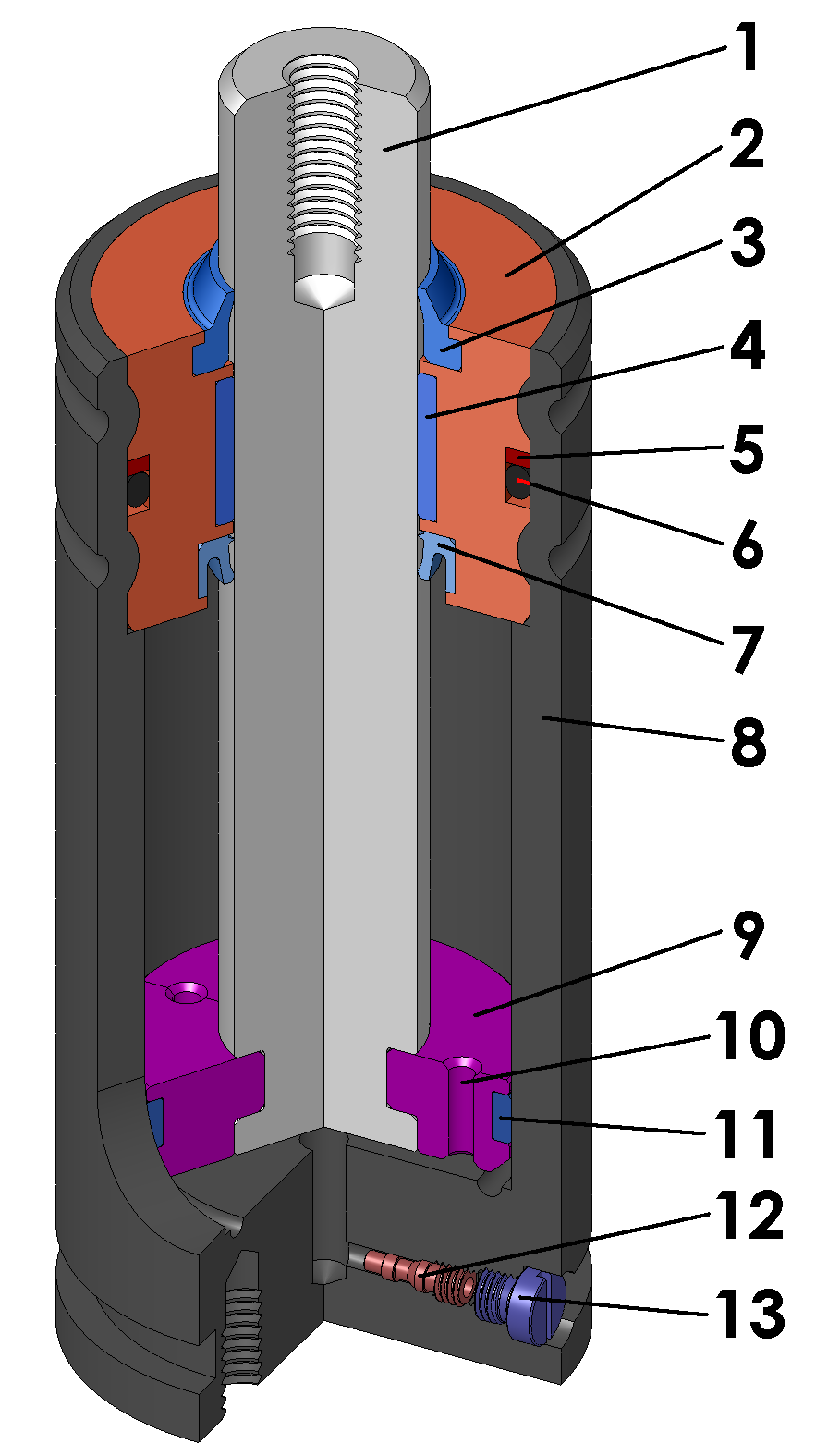
Doorsnede van een gasveer:
1) Zuigerstang
2) Afdichting
3) Afdichting zuigerstang
4) Doorvoerbus
5) Stootring
6) O-ring
7) Afdichting zuigerstang
8) Cilinder
9) Zuiger
10) Opening
11) Afdichtbus
12) Ventiel
13) Blokkeerschroef

Een gasveer bestaat uit een cilinder met een zuiger, waarbij gas in de cilinder wordt samengedrukt en zo voor een verende werking zorgt. Een ventiel in de zuiger zorgt ervoor dat de beweging gedempt wordt.
Er zijn twee soorten:
- gasdrukveer. De gasdrukveer wordt het meest gebruikt. Deze is normaal gesproken uitgeschoven en er is een kracht voor nodig om de gasdrukveer in te duwen.
- gastrekveer. Bij een gastrekveer is er kracht voor nodig om deze uit te schuiven.

Sommige gasveren zijn blokkeerbaar. De zuigerstang is dan hol, en met een stangetje door de holle zuigerstang kan een ventiel in de zuiger geopend worden. Een voorbeeld van een blokkeerbare gasveer is bij een bureaustoel. Een niet-blokkeerbare gasveer is bijvoorbeeld bij de kofferbakklep van auto's.
De verende werking ontstaat doordat een gas in de cilinder wordt samengedrukt. Meestal is dat gas stikstofgas. Om de zuiger goed af te sluiten en te smeren wordt meestal olie gebruikt. Als de olie verdwijnt of uitdroogt, dan kan het gas ontsnappen. De gasveer werkt dan niet meer.
De kracht van de gasveer wordt aangegeven in newton. Sommige speciale gasveren hebben een instelbare kracht.
Door het relatief grote volume van de kamer in verhouding tot de verdringer, is de kracht die benodigd is om een gasveer in te drukken over de veerweg vrijwel constant. 
De kracht die een druk veroorzaakt op een oppervlak kan worden berekend door de druk te vermenigvuldigen met het oppervlak. Hiervoor heeft men het oppervlak van de zuiger en de stang nodig. Deze kunnen worden berekend door π/4 te vermenigvuldigen met de diameter in het kwadraat.
Een gasveer kan bijvoorbeeld worden gebruikt voor een in hoogte verstelbare bureaustoel of in een trippelstoel.